# Унімак
Острів Унімак (англ. Unimak Island) — острів архіпелагу Алеутських островів у Беринговому морі, розташований біля західного узбережжя півострова Аляска штату Аляска, Сполучені Штати Америки (Північна Америка).

## Географія
Найбільший та найсхідніший острів Алеутських островів, в південно-східній частині Берингового моря, що у північних широтах Тихого океану, на крайньому південному заході штату Аляска, та відділений від материка (півострів Аляска), на північному сході вузькою Ісаноцькою протокою, ширина якої коливається від 0,7 до 1,7 км. Простягся з південного заходу на північний схід на 110 км, при максимальній ширині до 52 км. Має площу: за одними даними 4069,9 км², за іншими — 4118,6 км² (3-тє місце в Беринговому морі після островів Святого Лаврентія та Нунівак, 7-ме на Алясці, 9-те у США та 134-те у світі). Найбільша висота 2869 м — вулкан Шишалдін (54°45′21″ пн. ш. 163°58′12″ зх. д. / 54.75583° пн. ш. 163.97000° зх. д.), який за відносною висотою займає 115-те місце у світі, а сам острів за цією висотою займає 28-ме місце у світі серед всіх островів.
Острів Унімак складається з вершин підводного гірського хребта, переважно вулканічного походження, який утворює Алеутські острови, східним продовженням якого є Алеутський хребет півострова Аляска. Тут знаходяться шість вулканів, в тому числі один з десяти найактивніших вулканів світу — вулкан Шишалдін (Алеутська назва — Гаґінак), останнє виверження якого почалося 12 грудня 2017 року і продовжується. У 1903 році на острові був побудований маяк Scotch Cap Light. То була конструкція з посиленого залізобетону, його фундамент знаходився на висоті 30 метрів над рівнем моря. А проте 1 квітня 1946 року він був зруйнований цунамі, викликаним землетрусом, епіцентр якого знаходився за 150 кілометрах на південь від острова. Загинули всі п'ятеро співробітників маяка, що чергували в ту ніч. На острові також знаходиться маяк на мисі Саричеф.
У центральній південно-західній частині острова знаходиться вулканічний кратер — кальдера Фішера (1112 м, 54°39′55″ пн. ш. 164°22′53″ зх. д. / 54.66528° пн. ш. 164.38139° зх. д.), який охоплює безліч вулканічних конусів і озер. Його назвали на честь Бернарда Фішера, геолога Геологічної служби США, який загинув на одному з перевалів острова. На острові також розташовані стратовулкани Ісаноцький (2471 м, 54°46′4″ пн. ш. 163°43′49″ зх. д. / 54.76778° пн. ш. 163.73028° зх. д.) та Вестдаль (1654 м, 54°30′58″ пн. ш. 164°38′42″ зх. д. / 54.51611° пн. ш. 164.64500° зх. д.).

## Фауна
Фауна острова багато в чому схожа на фауну прилеглих районів материка. Тут поширені північний олень (карібус) і бурі ведмеді, на сусідніх островах на заході від острова Унімак, живуть дрібніші тварини, наприклад — лисиця звичайна.

## Населення
Населення острова Унімак у 2000 році становило 64 особи, яке проживало у єдиному населеному пункті — Фелз-Пасс.

## Галерея

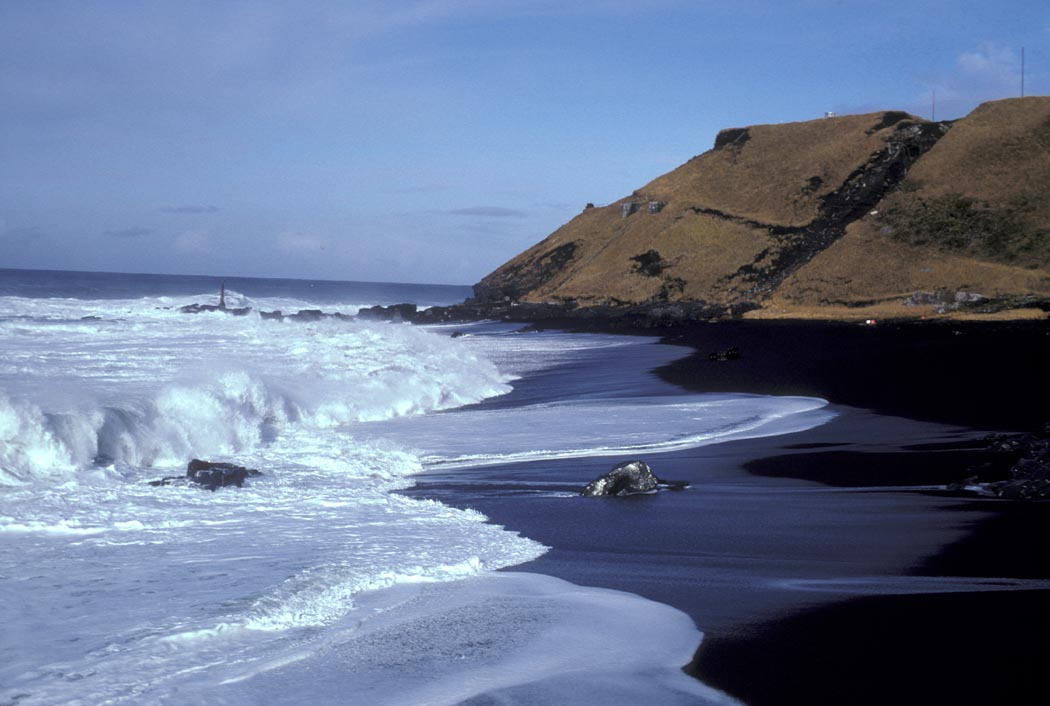
Мис Саричеф
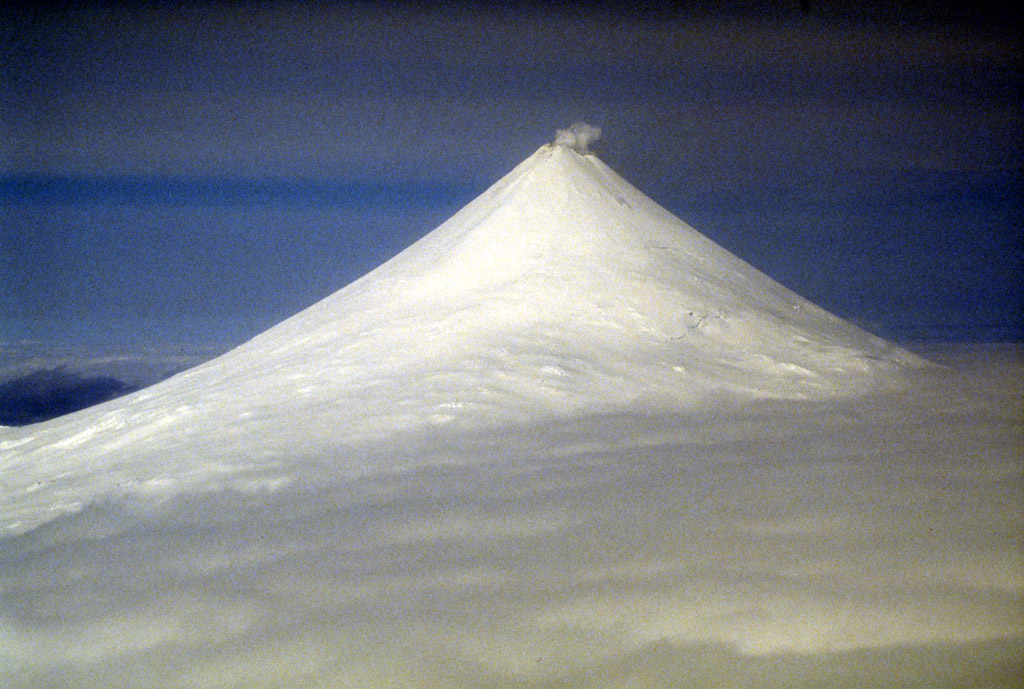
Вулкан Шишалдін
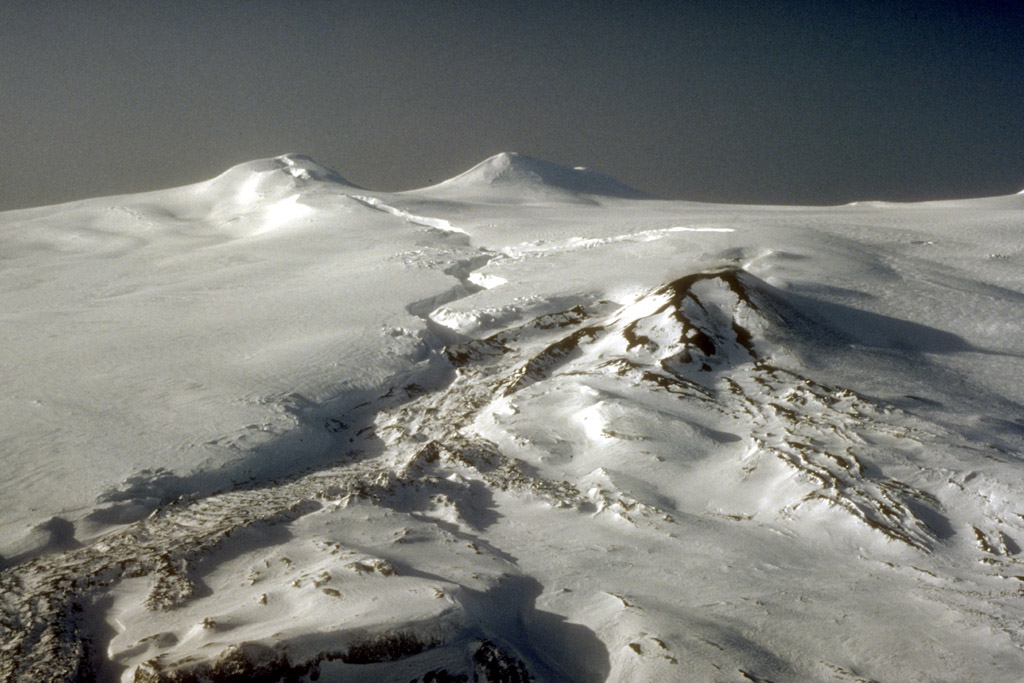
Вулкан Вестдаль